# Monarca becample
El monarca becample (Myiagra ruficollis) és un ocell de la família dels monàrquids (Monarchidae).

## Hàbitat i distribució
Habita manglars i arbusts costaners de les terres baixes d'illes del Mar de Flores (Tanahjampea, Kalao, Bonerate, Kalaotoa i Madu), illes Petites de la Sonda (des d'Alor i Sumba cap a l'est fins Romang, Damar i Timor), illes Tanimbar i Aru, sud de Nova Guinea, illes de l'Estret de Torres i costa septentrional d'Austràlia.